# Liste des édifices labellisés « Patrimoine du XXe siècle » des Yvelines
Cet article recense les monuments historiques protégé au titre du Patrimoine du XXe siècle du département des Yvelines, en France,.

## Statistiques
Au 31 décembre 2010, les Yvelines comptent 9 immeubles protégés du patrimoine du XXe siècle.

## Liste
| Monument                                                 | Commune               | Adresse                            | Coordonnées                      | Notice         | Protection | Date | Illustration               |
| -------------------------------------------------------- | --------------------- | ---------------------------------- | -------------------------------- | -------------- | ---------- | ---- | -------------------------- |
| Secteur urbain concerté dit résidence du Parc du Château | Louveciennes          | parc du château                    | à géolocaliser                   | « EA78000001 » |            | 2008 | Image manquante Téléverser |
| Maison au toit d'herbe                                   | Maisons-Laffitte      | 19 avenue Mirabeau                 | 48° 57′ 37″ nord, 2° 08′ 40″ est | « PA78000481 » | Inscrit    | 2017 | Image manquante Téléverser |
| Grand ensemble dit Les Grandes Terres                    | Marly-le-Roi          |                                    | à géolocaliser                   | « EA78000002 » |            | 2008 | Image manquante Téléverser |
| Ermitage orthodoxe dit skit du Saint-Esprit              | Le Mesnil-Saint-Denis | 7 rue des Bruyères                 | 48° 44′ 22″ nord, 1° 56′ 13″ est | « EA78000003 » |            | 2011 | Image manquante Téléverser |
| Église paroissiale Saint-Louis de Beauregard             | Poissy                | 30 avenue du Maréchal-Lyautey      | 48° 55′ 18″ nord, 2° 01′ 37″ est | « EA78000004 » |            | 2011 | Image manquante Téléverser |
| Secteur urbain concerté dit résidence du Parc            | Rocquencourt          |                                    | à géolocaliser                   | « EA78000005 » |            | 2008 | Image manquante Téléverser |
| Secteur urbain concerté dit SHAPE Village                | Saint-Germain-en-Laye | résidence d'Hennemont              | 48° 53′ 52″ nord, 2° 03′ 35″ est | « EA78000006 » |            | 2008 | Image manquante Téléverser |
| Centre paroissial protestant dit Centre Huit             | Versailles            | 8 rue de la Porte de Buc           | 48° 47′ 40″ nord, 2° 08′ 14″ est | « EA78000007 » |            | 2008 | Image manquante Téléverser |
| Église Saint-Vincent-de-Paul de Villepreux               | Villepreux            | 2 bis rue du Prieuré-Saint-Nicolas | 48° 49′ 41″ nord, 1° 59′ 52″ est | « EA78000008 » |            | 2011 | Image manquante Téléverser |
| Église Notre-Dame-du-Chêne de Viroflay                   | Viroflay              | 28 rue Rieussec                    | 48° 48′ 10″ nord, 2° 10′ 12″ est | « EA78000009 » |            | 2011 | Image manquante Téléverser |